# Contea di Comminges

Lo stemma originario della Contea di Comminges

Lo stemma modificato

La contea di Comminges è un'ex entità feudale situata sulle pendici settentrionali dei Pirenei, su entrambi i lati del tratto superiore della Garonna. È esistita dal X secolo fino al 1454.

## Emblema
Lo scudo araldico originario della contea di Comminges è  d'argento, alla croce patente di rosso. In qualche caso la croce a "zampe d'elefante" di Comminges è stata impropriamente disegnata con le zampe sproporzionate che si toccano, in modo tale che il fondo compare sotto forma di quattro figure a forma di mandorla, dette per l'occasione otelles o, in italiano, mandorle pelate.

## Storia
La contea di Comminges si è formata nella prima metà del X secolo all'interno del Ducato di Guascogna. Per molti anni si è ritenuto che i primi conti di Comminges provenissero dalla Contea d'Aragona ma studi più recenti mostrano che essi potrebbero avere origine dalla Contea di Tolosa.

## Dinastia
Il nome dinastico dei conti di Comminges fu Bernardo e tra questi si ricordano:
- Bernardo I di Comminges (1115-1144 circa).
- Bernardo IV di Comminges  (1176 - 1225).
- Bernardo VIII di Comminges, anche visconte di Turenne che morì nel 1336.

Nel 1385, Margherita di Comminges (1363-1443), ultima contessa dal 1376 sposò Giovanni III d'Armagnac († 1391) in prime nozze e, in terze nozze, Matteo di Grailly o di Foix-Castelbon († 1454), figlio della Contessa di Foix e Viscontessa di Béarn, Isabella di Foix-Castelbon e del Captal de Buch, Arcimbaldo di Grailly. Alla sua morte, Margherita de Comminges lasciò in eredità i suoi beni al re di Francia, anche se il marito ne godette fino alla morte.
Il territorio della contea fu incorporato al demanio reale nel 1454 e poi alienato in favore di Giovanni di Lescun d’Armagnac († 1473) e, in seguito, di Odetto d'Aydie († 1490). Tornò sotto la Corona nel 1498, questa volta in modo definitivo.

## Cartografia

La Francia nel 1030
Le suddivisioni del Ducato di Guascogna nel 1150
La Francia nel 1180 (si noti la Contea di Comminges all'interno del Ducato d'Aquitania
La Contea di Comminges nel 1477 dopo l'incorporazione nel demanio della Corona.